# Єрлепесов Мухамеджан Ногайович
Мухамеджан Ногайович Єрлепесов (30 грудня 1911, Сирдар'їнська область, тепер Казалінського району Кизилординської області, Казахстан — 9 вересня 1987, місто Алма-Ата, тепер Алмати, Казахстан) — радянський державний діяч, 1-й секретар Південно-Казахстанського обкому КП(б) Казахстану. Депутат Верховної ради Казахської РСР 3-го скликання. Депутат Верховної ради СРСР 3-го скликання. Доктор сільськогосподарських наук (1966), професор (1968).

## Життєпис
У 1935 році закінчив Казахський сільськогосподарський інститут.
У 1935—1941 роках — науковий співробітник, завідувач відділу, директор Казахської зональної дослідної станції з буряківництва.
Член ВКП(б) з 1940 року.
У 1941—1943 роках — начальник політичного відділу машинно-тракторної станції в Казахській РСР.
У 1943—1947 роках — інструктор, заступник завідувача сільськогосподарського відділу ЦК КП(б) Казахстану.
У 1947—1952 роках — 1-й секретар Південно-Казахстанського обласного комітету КП(б) Казахстану.
У 1952—1959 роках — директор Алма-Атинської селекційно-дослідної сільськогосподарської станції.
У 1959—1975 роках — директор Казахського науково-дослідного інституту землеробства.
У 1966 році захистив докторську дисертацію «Культура кукурудзи у Казахстані».
У 1975—1987 роках — завідувач відділу, науковий консультант Казахського науково-дослідного інституту землеробства.
Основні наукові праці та дослідження були з питань землеробства та рослинництва. Займався роботами в галузі передового досвіду вирощування, селекції та насіннєвої справи, удосконалення агротехніки кукурудзи, бавовнику, цукрових буряків. Єрлепесов був одним із творців «цілинного землеробства».
Помер 9 вересня 1987 року в Алма-Аті (Алмати).

## Нагороди
- орден Жовтневої Революції
- орден Вітчизняної війни І ст.
- орден Вітчизняної війни ІІ ст.
- три ордени Трудового Червоного Прапора
- медалі
- заслужений діяч науки Казахської РСР (1960)